# Mayagryllus tilaensis
Mayagryllus tilaensis är en insektsart som beskrevs av Desutter-grandcolas 1993. Mayagryllus tilaensis ingår i släktet Mayagryllus och familjen syrsor. Inga underarter finns listade i Catalogue of Life.